# فيليبي مونتويا
فيليبي مونتويا (بالإسبانية: Andrés Felipe Montoya Pulgarín)‏ هو متزلج فني إسباني وكولومبي، ولد في 30 أغسطس 1990 في بيريرا في كولومبيا.

## وصلات خارجية
- فيليبي مونتويا على موقع الاتحاد الدولي للتزلج (الإنجليزية)
- فيليبي مونتويا على موقع أوليمبيديا (الإنجليزية)